# Franz Hildebrandt
Franz Hildebrandt (* 20. Februar 1909 in Berlin; † 25. November 1985 in Edinburgh) war ein deutsch-britischer lutherischer (später methodistischer und schließlich presbyterianischer) Pastor und Theologe.

## Leben
Geboren als Sohn des Kunst-Professors Edmund Hildebrandt (1872–1939) und Ottilie, geb. Schlesinger (1872–1952), der Schwester von Georg Schlesinger, studierte er nach dem Abitur 1926 von 1926 bis 1930 Evangelische Theologie in Berlin, Marburg und Tübingen. Aus der Berliner Zeit stammt auch die Freundschaft mit Dietrich Bonhoeffer. Mit einer Dissertation über die Lutherische Abendmahlslehre (betitelt: EST, das Lutherische Prinzip) erwarb er 1930 den Lizentiaten-Grad (der Promotion vergleichbar) an der Universität Berlin. Daraufhin folgten Vikariat in Dobrilugk und an der Kirche zum Heilsbronnen in Berlin, und die vorgeschriebene Zeit als Hilfsprediger in Kleinmachnow. Ordiniert wurde er am 18. Juni 1933 in Berlin. Da seine Mutter jüdischer Herkunft war, legte er im September gleichen Jahres das Pfarramt aus Protest gegen die Einführung des sogenannten Arierparagraphen in der Kirche nieder.
Nach drei Monaten mit Bonhoeffer in seiner Pfarrstelle in London kehrte Hildebrandt auf Bitten von Pastor Martin Niemöller nach Berlin zurück und arbeitete für den Pfarrernotbund, der sich für Pastoren einsetzte, welche vom Arierparagraphen betroffen waren. Kurz nach Niemöllers Verhaftung (1937) wurde auch Hildebrandt festgenommen, kam aber durch Hilfe von Freunden wieder frei, und emigrierte im September 1937 nach Großbritannien. Im Exil wurde er zunächst von Julius Rieger, dem Pfarrer der Londoner Deutschen Lutherischen Georgskirche aufgenommen, den er bei der Flüchtlingsfürsorge unterstützte. 1939 ging er mit Hilfe eines Stipendiums des Weltkirchenrats nach Cambridge. Hier gründete er die deutschsprachige Gemeinde, wurde im Mai 1941 von der Universität Cambridge zum D.Phil. promoviert und arbeitete in verschiedensten kirchlichen Bereichen, unter anderem für die deutschen Rundfunksendungen der BBC. Während des Jahres 1940 wurde er für einige Zeit als Enemy Alien auf der Isle of Man interniert. Zur gleichen Zeit wurde er (als Hildebrand) vom Reichssicherheitshauptamt auf die Sonderfahndungsliste G.B. gesetzt, ein Verzeichnis von Personen, die im Falle einer erfolgreichen Invasion und Besetzung der britischen Insel durch die Wehrmacht von den Besatzungstruppen nachfolgenden Sonderkommandos der SS mit besonderer Priorität ausfindig gemacht und verhaftet werden sollten. Im September 1943 heiratete er Nancy Hope Wright, mit der er drei Kinder bekam.
Hildebrandt stand dem anglikanischen Bischof von Chichester, George Bell, nahe (Bell nannte ihn und Bonhoeffer „my two boys“), konnte sich aber der Anglikanischen Kirche aufgrund seines Ordinationsverständnisses nicht anschließen: Die formal erforderliche erneute Ordination durch einen anglikanischen Bischof hielt er für theologisch unmöglich, da sie implizit seine Berliner Ordination ungültig gemacht hätte.
Allerdings fand in den 40er Jahren auch eine Annäherung an die Theologie John Wesleys und damit an die Methodistische Kirche in Großbritannien statt. Hildebrandt verstand die methodistische Theologie in diesem Sinne als Fortführung der reformatorischen Theologie. 1946 wurde Hildebrandt methodistischer Pastor und wirkte erst in Romsey Town in der Nähe von Cambridge, dann ab 1951 in Edinburgh (Schottland). Am 9. Juni 1947 erhielt er die britische Staatsbürgerschaft.
1953 nahm Hildebrandt einen Ruf als Professor of Biblical Theology an die Drew University in New Jersey in den USA an, und lehrte dort bis 1967. An der ersten Sitzung des Zweiten Vatikanischen Konzils nahm Hildebrandt als Vertreter des Weltrats methodistischer Kirchen als Beobachter teil. 1960 erhielt er den Ehrendoktor-Titel der Kirchlichen Hochschule Berlin.
Hildebrandt kehrte 1968 nach Schottland zurück, erklärte aber bald seinen Austritt aus der methodistischen Kirche, die zu der Zeit eine Union mit der anglikanischen Staatskirche anstrebte; diese Union hätte wiederum die Frage einer erneuten Ordination aufgeworfen. Er trat stattdessen der presbyterianischen Church of Scotland bei und wirkte in Edinburgh als Pastor und Seelsorger in einem Krankenhaus.
Hildebrandt starb 1985 an den Folgen eines Schlaganfalls.
Hildebrandt wurde unter anderem durch seine Schriften über die Kirchenlieder von Charles Wesley bekannt. Im Gegensatz zu Eberhard Bethge, Bonhoeffers Freund aus den späteren 30er und 40er Jahren, hielt sich Hildebrandt aus der Debatte um Bonhoeffers Theologie heraus.

## Schriften

### Als Verfasser
- Est: Das Lutherische Prinzip. Göttingen 1931.
- [anonym] Martin Niemöller und sein Bekenntnis. Zollikon 1938.
- Theologie für Refugees. Ein Kapitel Paul Gerhardt. Herausgegeben vom Church of England Committee for „Non-Aryan“ Christians. Finsbury Press, London 1940.
- Melanchthon – Alien or Ally? Cambridge 1946.
- From Luther to Wesley. London 1951.
- Christianity according to the Wesleys. The Harris Franklin Rall lectures, 1954, delivered at Garrett Biblical Institute, Evanston, Illinois. London 1956 (Nachdruck: Baker Books, Grand Rapids 1996, ISBN 0-8010-2110-3).
- I offered Christ. A Protestant Study of the Mass. London 1967.

### Als Herausgeber
- „And other Pastors of thy Flock“: A German tribute to the Bishop of Chichester. Cambridge 1942.
- Wesley Hymnbook. Kansas City 1963.
- mit Oliver A. Beckerlegge: A Collection of Hymns for the Use of the People called Methodists (The Works of John Wesley, Bd. 7), Oxford 1983.

## Audioquelle
- Dr. Franz Hildebrandt and Methodist hymns conducted by A.G. Dreisbach (mit Denville Methodist Episcopal Church Choir). English Sound Recording: Music: Hymns: LP recording: 33 1/3 rpm; 12 in., Madison, New Jersey 1959.